# Dzoraghbyur
Dzoraghbyur är en ort i Armenien.   Den ligger i provinsen Kotajk, i den centrala delen av landet, 11 kilometer öster om huvudstaden Jerevan. Dzoraghbyur ligger 1 549 meter över havet och antalet invånare är 2 011.
Terrängen runt Dzoraghbyur är huvudsakligen kuperad, men norrut är den platt. Terrängen runt Dzoraghbyur sluttar västerut. Runt Dzoraghbyur är det ganska tätbefolkat, med 149 invånare per kvadratkilometer.. Närmaste större samhälle är Jerevan, 11,1 kilometer väster om Dzoraghbyur.
Trakten runt Dzoraghbyur består i huvudsak av gräsmarker.